# У дрейфі (фільм, 2013)
У дрейфі (англ. Drift) — австралійський спортивний фільм про серфінг 2013 року, знятий спільно режисерами Морганом О'Нілом і Беном Ноттом про зародження індустрії серфінгу в 1970-х роках. Його знімали в Західній Австралії, а головні ролі виконали Сем Вортінгтон, Ксав'єр Семюель і Майлз Поллард.

## Сюжет
Наприкінці 1960-х двоє молодих братів у Сіднеї втікають зі своєю матір'ю Кет від насильства в сім'ї, викрадаючи сімейний автомобіль, поки її партнер спить. Вони перетинають континент з наміром сховатися і почати нове життя в далекому Олбані, Західна Австралія.
Приїхавши на південь від Перта на західне узбережжя, вони знаходять ідеальне місце для серфінгу і переконують Кет оселитися в кемпінгу для трейлерів у Сікліффі. Діти відвідують місцеву школу, а їхня мати підробляє швачкою.
Роки потому, у 1972-му, вони — молоді люди, що живуть з матір'ю у напівзруйнованому будинку, який вона купила біля пляжу. Старший брат Енді працює на лісопилці, а вундеркінд серфінгіст Джиммі виграє титул чемпіона світу з серфінгу серед аматорів у Сікліффі 1972 року — але поза спортом він стає млявим і втягується в дрібні злочини.
Вирішивши втекти від безперспективності, впертий Енді та його брат створюють нестабільний альянс. Енді бачить прогалину на ринку і починає шити на замовлення гідрокостюми, які шиє Кет, та нові короткі дошки для серфінгу в їхньому гаражі на задньому дворі. Зрештою, вони отримують певні продажі, хоча їм відмовляють у банківській позиці на розвиток бізнесу.
Джей Бі, сумнозвісний мандрівний режисер-серфінгіст, і Лані, його гавайська супутниця, в'їжджають до міста на переобладнаному шкільному автобусі, що буксирує Mini Moke. Брати починають бізнес під назвою «Дрейф», і їхні проблеми з байкерською бандою, що торгує наркотиками, починають загострюватися.
Джей Бі уособлює антиістеблішмент епохи і скептично ставиться до бажання Енді розширити свій бізнес. Однак незабаром він розуміє, що якщо брати зможуть вижити і залишитися вірними своєму серфінговому корінню, вони можуть стати частиною чогось більшого.
Молодий бізнес генерує потужний галас серед завзятих місцевих серферів, але під час зйомок рекламних роликів Джиммі буксирують на величезну хвилю під час серф-брейку під назвою «Морг». Напруга зростає, коли їхній човен перекидається, а дорога водонепроникна камера Джей-Бі губиться.
Прогресивні ідеї братів ще більше дратують консервативних місцевих мешканців, а особливо поліцію, і вони також виявляються втягнутими в жорстоку ворожнечу з байкерами. Ватажок банди, Міллер, використовує залежного від героїну серфера Ґаса, щоб ввезти до магазину «Дрейф» кілограми героїну, заховані в замовленні заготовок для дощок для серфінгу.
Але наркотики виявляють брати, і Енді змиває їх, ставлячи під загрозу їхні з Ґасом життя, коли банда виявляє, що у них немає товару і величезний борг перед постачальниками. Ґас, після спроби зав'язати з наркотиками, накладає на себе руки, кинувшись у прибій. Зростаючі стосунки Енді з Лані спричиняють тертя між братами та Джей-Бі.
У містечку відбуваються професійні змагання з серфінгу, в яких Енді бере участь з наміром використати призові гроші, щоб відкупитися від байкерів. Але Джиммі, кращий серфер, повертається з інтроспекції (де він також переховувався від банди, побоюючись за своє життя) і замінює брата.
Джиммі потрапляє до фіналу змагань з гавайським професіоналом. За останні 60 секунд Джиммі, який втрачає очки, ловить величезну хвилю, заїжджає на довгу бочку і фотографується Джей Бі (який знайшов і полагодив свою камеру), виконуючи повітряну антену без рук. Після цього він розбивається, отримує травму на підводному рифі і програє змагання після того, як його рятує Енді.
Не маючи грошей, щоб заплатити байкерам, Кей погоджується продати родинний будинок менеджеру банку за низьку ціну. Брати їдуть до магазину серфінгу і виявляють, що він переповнений клієнтами, за якими доглядає Лані. Фотографія Джей Бі на першій сторінці місцевої газети під заголовком «Майбутнє серфінгу» принесла цей бізнес. Коли гроші раптово з'явилися, Енді розриває і спалює договір купівлі-продажу будинку на очах у банкіра.
Джиммі запрошують приєднатися до світового професійного серфінг-туру. Він неохоче погоджується їхати і відкривати для себе світ, підбадьорений Джей Бі, який проговорився, що Міллера, ватажка байкерської банди, заарештовано — Джей Бі таємно підкинув йому в будинок індонезійський гашиш і повідомив поліцію. Енді, Лані та Кет махають йому рукою, коли Джей Бі сідає в автобус і їде за місто до невідомих майбутніх серфінг-брейків.

## Акторський склад
- Ксав'єр Самуель — Джиммі
- Майлз Поллард — Енді
- Сем Вортінгтон — Джей Бі
- Леслі-Енн Брандт — Лані
- Робін Малкольм — Кет
- Морі Огден — Персі
- Аарон Гленан — Ґас
- Шон Кінан — молодий Енді
- Стів Бастоні — Міллер

## Виробництво
Тім Даффі написав ранній сценарій 2007 року. Майлз Поллард долучився до нього як актор і продюсер і запросив Сема Вортінгтона, з яким він навчався в театральній школі, на головну роль. Вортінгтон висловив зацікавленість, але на той час не міг взяти на себе зобов'язання з огляду на свій міжнародний графік зйомок у кіно. Морган О'Ніл написав сценарій і став співрежисером разом із Беном Ноттом. Вортінгтон був вільний і погодився зіграти роль другого плану, а фінансування було отримано від Screen Australia, Screen West, Screen NSW, Tourism WA та Fulcrum Media Finance. Зйомки фільму тривали 31 день у серпні-вересні 2011 року на південному заході Західної Австралії.

## Каса
Фільм вийшов в прокат в Австралії на початку 2013 року. У перші вихідні він заробив у прокаті 268 570 доларів, що становить у середньому 1 918 доларів на 140 екранах.

## Кінофестивалі
- Офіційний відбір Hamptons Film Festival 2013
- Офіційний відбір Newport Beach Film Festival 2013
- Офіційний відбір Міжнародного кінофестивалю Мауї 2013
- Офіційний відбір Rincon International Film Festival 2013

## Нагороди
| Нагорода                                   | Категорія                                         | Тема                      | Результат |
| ------------------------------------------ | ------------------------------------------------- | ------------------------- | --------- |
| премія AACTA (3-я)                         | Найкращий оригінальний сценарій                   | Морган О'Ніл              | Номінація |
| премія AACTA (3-я)                         | Найкраща операторська робота                      | Джеффрі Холл              | Номінація |
| премія AACTA (3-я)                         | Найкраща оригінальна музика                       | Михайло Єзерський         | Номінація |
| Премія AWGIE                               | Найкращий сценарій у художньому фільмі — оригінал | Морган О'Ніл              | Номінація |
| Премія AWGIE                               | Найкращий сценарій у художньому фільмі — оригінал | Тім Даффі                 | Номінація |
| Відзнака FCCA                              | Кращий актор                                      | Сем Вортінгтон            | Номінація |
| Відзнака FCCA                              | Найкраща операторська робота                      | Джеффрі Холл              | Номінація |
| Кінофестиваль Мауї                         | Нагорода Extreme Cinemas                          | Нагорода Extreme Cinemas  | Перемога  |
| Кінофестиваль у Ньюпорт-Біч                | Видатні досягнення в кіно                         | Видатні досягнення в кіно | Перемога  |
| Міжнародний кінофестиваль Рінкон           | Кращий фільм                                      | Кращий фільм              | Перемога  |
| Міжнародний кінофестиваль Рінкон           | Найкраще з фестивалю                              | Найкраще з фестивалю      | Перемога  |
| Міжнародний кінофестиваль Рінкон           | Приз глядацьких симпатій                          | Приз глядацьких симпатій  | Перемога  |
| Премія <i>West Australian Screen Award</i> | Кращий актор                                      | Майлз Поллард             | Перемога  |

## Відгуки
На агрегаторі рецензій Rotten Tomatoes рейтинг схвалення фільму становить 32 % на основі 19 рецензій із середнім рейтингом 4,65/10. На Metacritic фільм отримав середньозважену оцінку 35 зі 100 на основі 10 критиків, що вказує на «загалом несприятливі відгуки». Проте відгуки деяких австралійських критиків були позитивними.